# Lassad Nouioui
Lassad Nouioui, född 8 mars 1986, är en tunisisk fotbollsspelare som spelar för CD Toledo.
Lassad Nouioui spelade 2 landskamper för det tunisiska landslaget.